# Município de Fairfield (condado de Washington, Ohio)
Localização do Ohio nos E.U.A.
O município de Fairfield (em inglês: Fairfield Township) é um município localizado no condado de Washington no estado estadounidense de Ohio. No ano de 2010 tinha uma população de 1109 habitantes e uma densidade populacional de 17,41 pessoas por km².

## Geografia
O município de Fairfield encontra-se localizado nas coordenadas 39° 23′ 16″ N, 81° 44′ 06″ O. Segundo a Departamento do Censo dos Estados Unidos, o município tem uma superfície total de 63.7 km², da qual 63,59 km² correspondem a terra firme e (0,17 %) 0,11 km² é água.

## Demografia
Segundo o censo de 2010, tinha 1109 pessoas residindo no município de Fairfield. A densidade populacional era de 17,41 hab./km².